# Nargis Taraki
Nargis Taraki (Gazni, Afganistan, 24 de maig de 1997) és una activista afganesa.
Fou una de les dones triades l'any 2018 per la BBC com una de les 100 dones més influents del món de l'any (100 Women BBC). La sèrie examina la funció de les dones en el segle XXI i té actes tant a Londres com a Mèxic. Una vegada es coneix el nom de les premiades, comença un programa de al BBC anomenat "BBC's women season", de tres setmanes de durada, en el qual s'inclou una emissió i difusió de les premiades, programes en línia, debats i articles relacionats amb el tema de les dones.

## Biografia
Nascuda el 1997, era la cinquena filla d'un matrimoni afganès. Per motius culturals els seus pares van rebre fortes pressions per separar-se (i poder concebre un fill mascle amb una altra dona) o bé per intercanviar-la per un altre nen del poble.
Els seus pares es van negar a fer-ho i amb la vinguda dels talibans (1998) van fugir al Pakistan, on van tenir un fill i una filla més.
Quan van poder tornar al seu país, Nargis va poder seguir amb els seus estudis i cursà la carrera de Ciències Polítiques a Kabul. Amb la seva germana van anar a veure un partit de cricket a un estadi de Kabul i les seves imatges a l'estadi van ser difoses a les xarxes socials, creant un gran rebombori i moltes crítiques, arribant a dir-se que promovien l'adulteri i que estaven pagades pels Estats Units.
Va provar d'obrir una escola al seu poble natal Ghazni, però per motius culturals i a causa de la seva perillositat encara no ho ha pogut realitzar.
En l'actualitat, treballa per varies ONG per millorar l'educació, la salut i l'apoderament de les dones. Fa xerrades sobre el dret de les nenes a anar a l'escola, a la universitat i a aconseguir una feina.